# رایفکا (شهرستان استرلیباشفسکی، باشقیرستان)
رایفکا (انگلیسی: Rayevka, Sterlibashevsky District, Republic of Bashkortostan) یک شهرک در شهرستان استرلیباشفسکی استان باشقیرستان کشور روسیه است.